# الكلمات الأخيرة (كتاب)
الكلمات الأخيرة هي سيرة ذاتية لجورج كارلين. تم نشر الكتاب في 10 نوفمبر 2009. يحكي قصة حياة كارلين حرفيا منذ بدايته إلى سنواته الأخيرة. توفي في 22 يونيو 2008 عن عمر يناهز 71.ويحتوي الكتاب على صور التقطت طوال حياة كارلين.